# Vitaliano Brancati
Vitaliano Brancati (Pachino, 24 de julho de 1907 — Turim, 25 de setembro de 1954) foi um escritor e roteirista italiano. Obras fundamentais: "Singolare avventura di viaggio" (1934); "Il bell' Antonio" (1948); "Paolo il caldo" (1954).
"Opere",  2 vol, ed. por Leonardo Sciascia. Milano, Bompiani.
Bibl.: F. Spera - Vitaliano Brancati (Milano, Mursia, 1981).